# Język sa’ban
Język sa’ban – język austronezyjski używany w stanie Sarawak w Malezji i w Kalimantanie w Indonezji.
Według danych z 2000 roku posługuje się nim 1110 osób (Malezja). Liczba użytkowników we wszystkich krajach wynosi 1960 osób.
Do zapisu tego języka stosowano alfabet łaciński. Obecnie nie jest już używany.